# Kornspeicher (Heilbad Heiligenstadt)

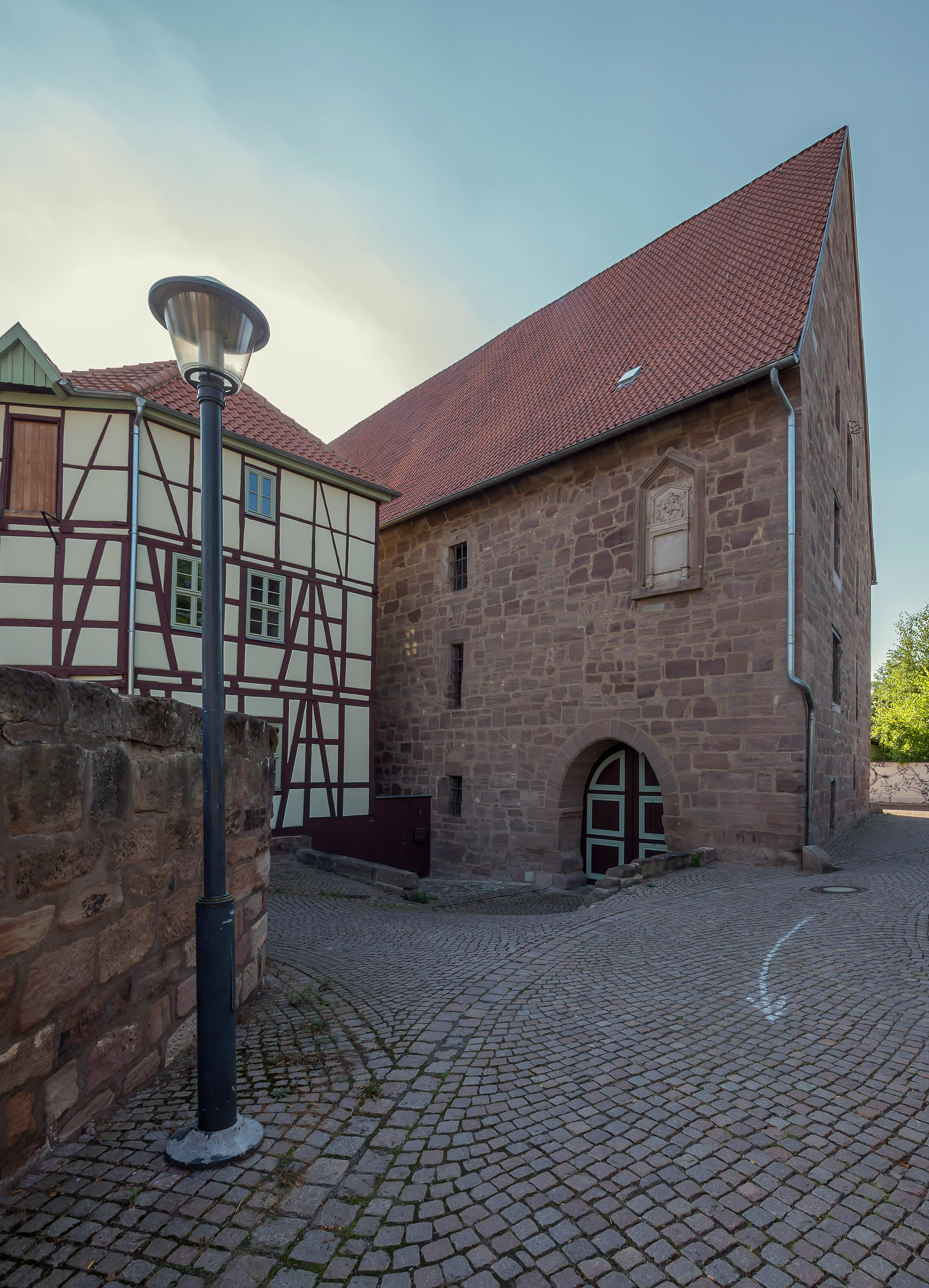
Kornspeicher (rechts) und Fronmühle (links)

Der Kornspeicher in Heilbad Heiligenstadt in Thüringen ist ein seit dem 13. Jahrhundert genutzter Getreidespeicher und gehört zu den ältesten erhaltenen Häusern der Stadt.

## Lage
Der Kornspeicher steht an der Nordseite des Stiftsberges am Rande des historischen Stadtzentrums von Heiligenstadt. Unmittelbar hinter der angrenzenden Fronmühlengasse befand sich die mittelalterliche Stadtmauer. Der Mühlgraben der Geislede verläuft durch ein gemauertes Gewölbe unter dem Gebäude hindurch. Der Gebäudekomplex aus Herrnmühle, Kornspeicher und Scheune steht heute auf der Denkmalliste der Stadt.

## Geschichte
Die schriftliche Ersterwähnung erfolgte im Jahr 1227 zusammen mit der Verleihung des Stadtrechts durch den Erzbischof Siegfried II. Vermutlich ist das Gebäude aber wesentlich älter und hatte davor auch eine andere Nutzung. Vermutet wird eine erste Bauphase in romanischer Zeit im Zusammenhang mit dem Königshof auf dem Stiftberg. Weitere Bauphasen weisen in die spätromanische Zeit (Anfang des 13. Jahrhunderts) und in die gotische Zeit (13./14. Jahrhundert). Im 16. Jahrhundert erfolgten nochmals größere Umbauten, das Gebäude wurde aufgestockt und ein Walmdach aufgesetzt. In dieser Zeit wurde auch das Wappen von Kurfürst Daniel Brendel von Homburg eingesetzt, sowie das Martinsrelief, das sich vorher an einem anderen Platz oder Gebäude befand.
Umbauten erfolgten wieder Ende des 16. Jahrhunderts, in der Zeit um 1605 und 1725. Im 18. Jahrhundert wurden im Erdgeschoss Stallungen eingebaut, die bis zu einem Brand 1927 genutzt wurden. Seit 2003 gehört das gesamte Gebäudeensemble dem Verein Herrnmühle-Kornspeicher e.V. und bemüht sich um Erhaltung und Sanierung der Gebäude sowie eine öffentliche Nutzung und Zugänglichkeit.